# Фореста (Изернија)
Фореста је насеље у Италији у округу Изернија, региону Молизе.
Према процени из 2011. у насељу је живело 98 становника. Насеље се налази на надморској висини од 610 м.